# Barrio de San Carlos
Barrio de San Carlos är en ort i Mexiko.   Den ligger i kommunen Toluca och delstaten Mexiko, i den sydöstra delen av landet, 60 km väster om huvudstaden Mexico City. Barrio de San Carlos ligger 2 597 meter över havet och antalet invånare är 665.
Terrängen runt Barrio de San Carlos är en högslätt. Runt Barrio de San Carlos är det tätbefolkat, med 683 invånare per kvadratkilometer. Närmaste större samhälle är Toluca, 16,4 km söder om Barrio de San Carlos. Trakten runt Barrio de San Carlos består till största delen av jordbruksmark.